# Равич, Любовь Моисеевна
Любовь Моисеевна Равич (14 февраля 1923 года, Проскуров — 25 октября 2006 года, Санкт-Петербург) — советский и российский учёный-библиограф и библиографовед, историк русской культуры, поэт.

## Биография
Любовь Моисеевна Равич (в девичестве — Коган) родилась в 1923 г. на Украине в городе Проскурове Каменец-Подольской области (ныне — город Хмельницкий, центр Хмельницкой области) в семье врачей. В июле 1941 г., едва окончив школу, вынуждена была покинуть родной город, в который вступили немецкие войска. Работала во фронтовых госпиталях до августа 1944 г.
Поступив на филологический факультет Ленинградского университета, на отделение французского языка, вскоре вынуждена была уйти оттуда из-за болезни. В 1947 г. поступила на второй курс Ленинградского библиотечного института, на факультет библиографии, который с отличием окончила в 1950 г. После окончания института, работала в Пскове — сначала заведующей научной библиотекой областного краеведческого музея, а затем заведующей справочно-библиографическим отделом Псковской областной библиотеки.
В 1955 г. поступила в аспирантуру Ленинградского государственного библиотечного института. В 1961 г. защитила диссертацию на соискание ученой степени кандидата педагогических наук по теме «Возникновение текущей библиографической регистрации и информации в России в первой половине XIX века». После окончания аспирантуры осталась работать на кафедре библиографии Ленинградского государственного библиотечного института (в 1964 г. переименованного в Ленинградский государственный институт культуры им. Н. К. Крупской; ныне Санкт-Петербургский государственный университет культуры и искусств), где проработала более двадцати лет.
Ушла из жизни 25 октября 2006 г. в Санкт-Петербурге.

## Научная и педагогическая работа
Является автором свыше 90 научных работ. В их число вошли две монографии, а также статьи, главы из учебников по общему курсу библиографии, библиографические указатели, рецензии.
Долгое время сфера интересов Л. М. Равич определялась как «история русской библиографии». Однако, фактически, тема её была шире — история русской культуры, увиденная через историю библиографии и книговедения. Равич в значительной мере разработала новый жанр в советской библиографии: очерк-портрет деятеля русского книжного дела. Уже в диссертационном исследовании она отметила особую роль в появлении библиографической регистрации в России забытых к тому времени В. Д. Комовского и А. М. Языкова. В 1969 г. была напечатана её статья о М. Л. Михайлове, известном поэте и революционере, в которой впервые показана его роль в истории книговедения. В 1970-е гг. появились статьи об А. Н. Афанасьеве, Е. И. Якушкине и П. А. Ефремове. В 1981 г. вышла в свет книга Л. М. Равич о Г. Н. Геннади. В 1988 г. издан сборник «Собиратели книг в России», где Л. М. Равич не только подготовила к печати и откомментировала работы российских библиофилов и библиографов (в большинстве своем извлеченные из архивов и малодоступных журналов), но и написала очерки-портреты восьми выдающихся деятелей книги XIX в.: А. Н. Афанасьева, Г. Н. Геннади, П. А. Ефремова, В. И. Касаткина, М. Н. Лонгинова, М. Л. Михайлова, М. П. Полуденского, Е. И. Якушкина. Вскоре вышла монография, посвященная Е. И. Якушкину, появились статьи о М. П. Полуденском и М. Н. Лонгинове.
Л. М. Равич отстаивала свою концепцию библиофильства как фактора развития науки, в том числе науки книговедческой. Именно она впервые выдвинула тезис о научном характере классического библиофильства, предложив термин «библиофил-исследователь». Не желая проводить «актуальные», а по сути конъюнктурные для своего времени исследования, Л. М. Равич не смогла защитить полностью подготовленную её докторскую диссертацию. Многие из её работ годами лежали «в столе» и смогли быть напечатаны только после 1985 г.
Более 20 лет Л. М. Равич преподавала на библиотечном факультете Ленинградского Института культуры. Под её руководством был защищен ряд диссертаций по истории и теории библиографии. Л. М. Равич пользовалась огромной популярностью и уважением студентов, которым она не только передавала знания, оказывала помощь в работе над диссертациями, но и воспитывала в них умение ценить яркость, нетривиальность мысли, преданность истине.
Большое место в работе Л. М. Равич занимала просветительская деятельность. За период с 1970 по 1988 гг. она регулярно выступала на заседаниях Секции Библиофилов Ленинградского Отделения Всесоюзного Общества Книголюбов, где ею было прочитано множество докладов, посвященных выдающимся деятелям отечественной культуры.

## Поэтическая деятельность
Любовь Моисеевна Равич начала писать стихи поздно, уже после ухода с преподавательской работы в Ленинградском государственном институте культуры им. Н. К. Крупской. Небольшой сборник стихов Равич «Восемьдесят первая осень» был издан в 2004 г.

## Основные работы
- Л. М. Равич. Г. Н. Геннади (1826—1880). — М.: Книга, 1981. — 127 с. — (Деятели книги).
- Л. М. Равич. Евгений Иванович Якушкин (1826—1905) / АН СССР; Отв. ред. И. В. Гудовщикова.— Л.: Наука. Ленингр. отд., 1989.— 204 с.: ил.— (Страницы истории нашей Родины).
- Собиратели книг в России.— М.: Книга, 1988.— 296 с.— (Деятели книги). — Подгот. текста, биогр. очерки, коммент. и аннотир. указ. имен.
- Библиография. Общий курс: Учеб. для библ. фак. ин-тов культуры / Под ред. М. А. Брискмана, А. Д. Эйхенгольца.— М.: Книга, 1969.— 560 с.

Гл. 4: Библиография в период образования Российской империи, усиления крепостничества и зарождения капиталистических отношений.— С. 85—100.
Гл. 5: Библиография в период разложения и кризиса феодально-крепостнической системы и начала революционного движения против царизма.— С. 100—127.
Гл. 6: Библиография в период утверждения капитализма и разночинного этапа освободительного движения.— С. 127—160.
- Библиография. Общий курс: Учебник для библ. фак. ин-тов культуры, пед. вузов и ун-тов / Под ред. О. П. Коршунова.— М.: Книга, 1981.— 511 с.

Гл. 4: Библиография в эпоху феодализма.— С. 134—150.
Гл. 5, § 1: Библиография в период утверждения капитализма и разночинского этапа освободительного движения.— С. 150—166.
Гл. 6, § 4: Библиография в период восстановления и развития народного хозяйства, построения развитого социалистического общества и его совершенствования.— С. 223—237.